# 特殊地位大区

红色者为特殊地位大区

在意大利，特殊地位大区（義大利語：regione a statuto speciale）是依《義大利憲法》第116条授予特殊自治权的大区。意大利有5个特殊地位大区：西西里、撒丁、瓦莱达奥斯塔、弗留利-威尼斯朱利亚和特伦蒂诺-上阿迪杰。